# Castiarina flavopicta
Castiarina flavopicta es una especie de escarabajo del género Castiarina, familia Buprestidae. Fue descrita científicamente por Boisduval en 1835.